# Álex Calvo
Alejandro Calvo Mata (Córdoba, 20 de febrero de 2004), conocido como Álex Calvo, es un futbolista español que juega en la demarcación de centrocampista para el CD Mirandes de la Segunda División de España.

## Trayectoria
Natural de Córdoba, con 13 años ingresaría en la cantera del Málaga CF en la temporada 2016-17, para ir pasando por todas las categorías inferiores del club malagueño hasta llegar en la temporada 2022-23 a militar en el juvenil "A" del conjunto malagueño.
El 8 de diciembre de 2022, hace su debut con el Atlético Malagueño en un encuentro frente al UD Torre del Mar de la Tercera División de España.
El 11 de marzo de 2023, debuta en Segunda División en un encuentro frente a la UD Las Palmas, en el que anotaría un gol en minuto 86 de partido que pondría el empate a dos final.
El 4 de agosto de 2023, firma por el F. C. Andorra de la Segunda División de España por cinco temporadas.

### Selección nacional
Calvo es internacional con la selección de fútbol sub-19 de España, con el que anotó un gol en su debut.

## Clubes
| Club               | País    | Año             | Partidos | Goles |
| ------------------ | ------- | --------------- | -------- | ----- |
| Atlético Malagueño | España  | 2022-2023       |          |       |
| Málaga CF          | España  | 2023            | 11       | 1     |
| FC Andorra         | Andorra | 2023-actualidad |          |       |